# Пімпрі-Чинчвад
Пімпрі-Чинчвад, у розмовному вжитку Пімпрі (маратхі पिंपरी-चिंचवड, англ. Pimpri-Chinchwad) — місто в окрузі Пуне індійського штату Махараштра. Населення (2001 р.): 1 012 472 жит. (2001). 7-ме за чисельністю населення в штаті. Сателіт міста Пуне, знаходиться на північно-західних передмістях Пуне. Був замір перейменувати Пімпрі на Нью-Пуне (Новий Пуне). Нова назва була запропонована уповноваженим від двох міст паном Діліпом Бандом, проте справа поки що не просунулася. Пімпрі — одна з найбільших промислових дільниць Азії та один з найбагатших муніципалітетів Індії.
Ймовірно, регіон Пімпрі-Чинчвада був заселений протягом тисячоліть, проте місто як таке є новим. Уперше, воно було створене у 1970 році, коли були об'єднані чотири міста Пімпрі, Чинчвад, Акурді та Бхосарі в одний муніципалітет (міське самоуправління).
Головною мовою населення міста є маратхі. У Пімпрі теж проживає чисельна група сіндхів (вихідців з Пакистану). Індійський уряд реабілітував сіндхів, які прибули з Пакистану після поділу британської Індії.

## Промисловість
З початку 1950-х район зазнав швидкої індустріалізації. Між іншим, 40 років тому тут було відкрито підприємство шведської машинобудівної компанії SKF (виробника підшипників, ущільнень, систем змазування і мехатроніки). Сьогодні, Пімпрі-Чинчвад є головним промисловим центром де знаходиться одна з найбільших індустріальних зон в Азії. Місто є домом для головних автомобільних компаній Індії таких як Прем'єр Лімітед, Баджадж Авто, BEL Optronic Devices Ltd, TATA Motors (колишня TELCO), Кінетік Індженірінг, Форс Моторс (колишня Баджадж Темпо) та Даймлер-Крайслер. Тут теж знаходиться головний індійський дослідницький інститут антибіотиків (Hindustan Antibiotics Limited). Крім цього декілька фірм, включаючи Forbes-Marshall, ThyssenKrupp, Alfa Laval та Sandvik Asia мають тут свої виробничі підприємства.